# 亞細亞主義
亞洲主義，又稱泛亞洲主義、亞細亞主義、大亞細亞主義，有時簡稱泛亞主義，是政治意識形態的一種。亞洲主義並沒有一個明確的定義，其內容經常是圍繞着亞洲範圍内國家協同合作、建立新秩序等主張，但實際上內容會隨著國際情勢而改變。

## 背景

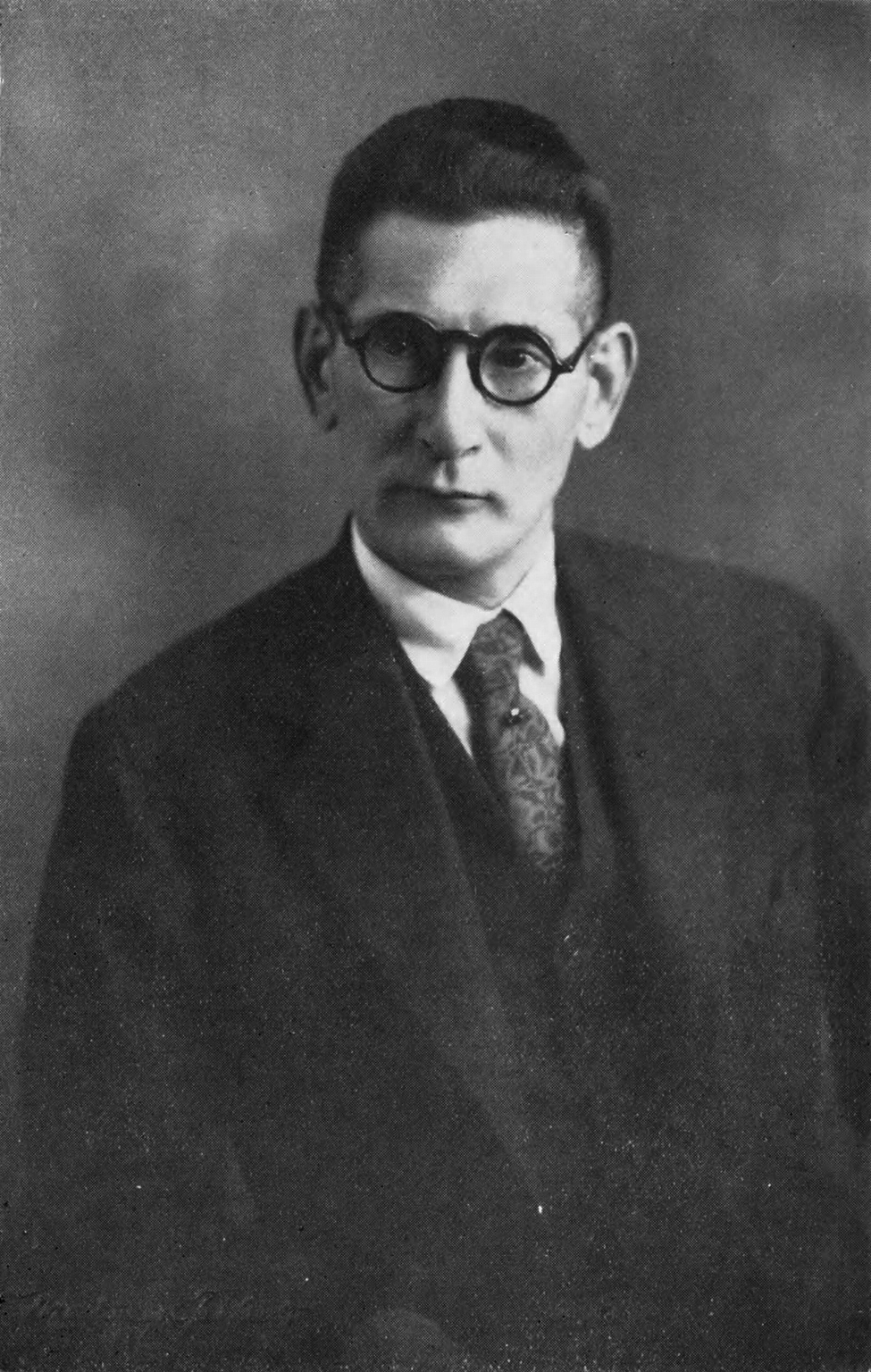
日本二戰時的亚细亚主义作家大川周明

明治中期以前的日本，出現以興亞會為代表的「興亞論」，其內容包括新日本的現代化、國家協同合作、國家合併、構築新秩序等。日本教育家福澤諭吉在其著作《脫亞論》中，認為日本、中國之間如同近鄰。而日本已經成功現代化，但中國仍然是落後地方，所以福澤認為應該想方法改善中國，不然落後的中國將會牽連日本，使日本也受到損害。為了日本的福址，日本應該不惜強佔落後的中國、朝鮮，幫助其建設。而且事實上，福澤甚至還通過出資購買武器來資助過當時朝鮮的政變。這種意識形態成為日本發動大東亞戰爭的根源。
最初亞洲主義主張日本和大陸國家建立平等的合作關係，但是後來亞洲主義得到修正，一改過往建立平等關係的主張，提倡日本成為亞洲國家發展的導師，日本應當參與東亞的政局，積極左右大陸國家的發展。根據昭和研究會的「東亞協同體論」，二戰時成為構築「大東亞共榮圈」的根基。大東亞共榮圈的相关政策一直行使至1945年日本向同盟國投降。
日本前首相鳩山由紀夫曾發表一篇論文提到構築歐盟模式的東亞共同體構想，被認為和亞洲主義有某種程度上的關係。

## 評論
2008年，日本经济学家渡邊利夫在文藝春秋出版的著作《新脱亚论》（新脱亜論），反對東亞共同體，呼吁日本建立“海洋国家联盟”以应对“大陆国家”的崛起。2012年9月21日，時任拓殖大學校長的渡邊利夫說，鳩山由紀夫曾經發表一篇論文提到構築歐盟模式的東亞共同體構想，但是東亞並不存在共同的社會理念，東亞各國政治制度迥異、甚至不具備共通的安全保障；同時，東亞是由發展階段顯著不同的國家所構成，若強行套上東亞共同體構想，必然讓強國更容易控制弱小國家。
2011年1月19日，日本立命館大學法學部名譽教授徐勝說，唯有超克西方普世人權和日本亞洲主義的虛偽意識，徹底清理日本對東亞民眾侵略和殖民的歷史並追究其責任，才能完成東亞民眾去殖民的課題，實現東亞民眾共同的和平未來，實現有普遍意義的東亞人權。
2014年7月，北海道大学教授中岛岳志在潮出版社出版的著作《亚洲主义：走向不远的近代》（アジア主義 その先の近代へ），自稱“要从满面泥垢的亚洲主义中寻找璀璨文明的矿石”，“我们欲向未来进发时刻，必须凝视过去”。